# Collicularia microgrammana
Collicularia microgrammana är en fjärilsart som beskrevs av Achille Guenée 1852. Collicularia microgrammana ingår i släktet Collicularia och familjen vecklare. Inga underarter finns listade i Catalogue of Life.